# Wrattenslangen
Wrattenslangen of slurfslangen (Acrochordidae) zijn een familie van slangen.

## Naam en indeling
De wetenschappelijke naam van de groep werd voor het eerst voorgesteld door Karel Lucien Bonaparte in 1831. Alle wrattenslangen behoren tot een enkel (monotypisch) geslacht. Het geslacht Acrochordus werd in 1787 beschreven door Hornstedt. De Indische wrattenslang (Acrochordus granulatus) werd eerder tot de geslachten Hydrus, Pelamis en Chersydrus gerekend.

### Soorten
De familie omvat de volgende soorten, met de auteur en het verspreidingsgebied.
| Naam                                           | Auteur          | Verspreidingsgebied |
| ---------------------------------------------- | --------------- | --- |
| Arafura-wrattenslang (Acrochordus arafurae)    | McDowell, 1979  | Indonesië, Nieuw-Guinea, Australië (Noordelijk Territorium, Queensland) |
| Indische wrattenslang (Acrochordus granulatus) | Schneider, 1799 | China, Australië (Noordelijk Territorium, Queensland, West-Australië), Indonesië, Oost-Timor, Bangladesh, Cambodja, India, Maleisië, Myanmar, Filipijnen, Singapore, Sri Lanka, Thailand, Vietnam, Papoea-Nieuw-Guinea, Salomonseilanden |
| Javaanse wrattenslang (Acrochordus javanicus)  | Hornstedt, 1787 | Indonesië, Cambodja, Thailand, Vietnam, mogelijk in Maleisië, Nieuw-Guinea en Singapore |

## Uiterlijke kenmerken
Wrattenslangen danken hun naan aan de kleine bobbeltjes op de schubben, die ze een wrattig uiterlijk geven. De schubben overlappen elkaar niet. De slangen kunnen vrij groot worden en een totale lichaamslengte van meer dan twee meter bereiken. De staart is relatief kort. De neusgaten zijn aan de bovenzijde van de kop gepositioneerd.

## Verspreiding en habitat

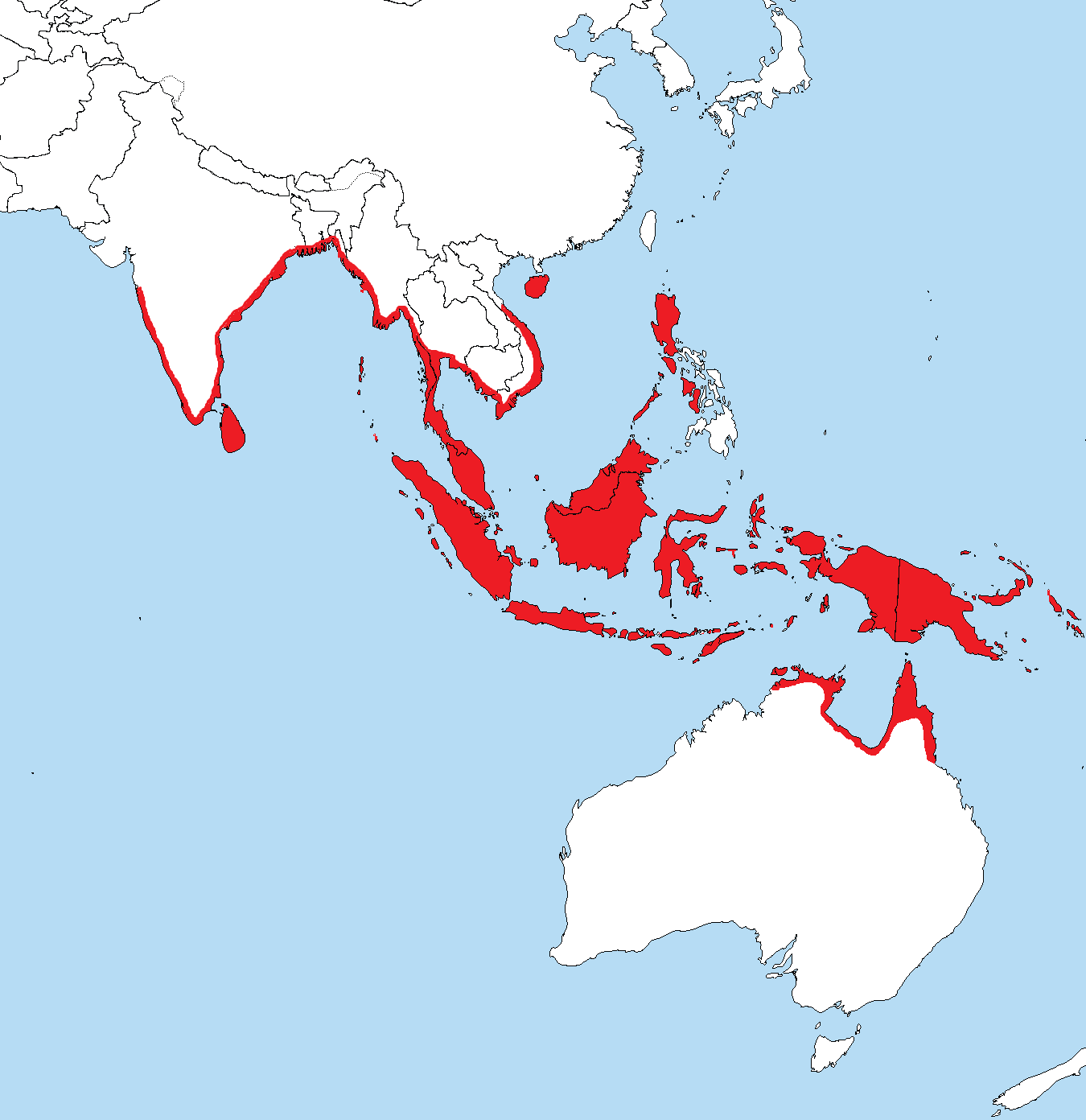
Verspreidingsgebied van de wrattenslangen in het rood.

Alle soorten komen voor in het zuidoosten van Azië en leven in de landen Australië, Bangladesh, Cambodja, China, Filipijnen, India, Indonesië, Maleisië, Myanmar, Oost-Timor, Papoea-Nieuw-Guinea, Salomonseilanden, Singapore, Sri Lanka, Thailand, Vietnam en mogelijk in Maleisië. De habitat bestaat uit allerlei wateren, zoals meren, rivieren en estuaria langs de kust.

## Levenswijze
De wrattenslangen wijken sterk af van alle andere soorten slangen. Het zijn gespecialiseerde waterbewoners die zowel in zoet rivierwater als in het brakke water van de mangrovewouden voorkomen. Wrattenslangen zijn levendige jagers die voornamelijk van vis leven. De vrouwtjes zetten geen eieren af maar baren levende jongen. Het aantal jongen varieert, de Javaanse wrattenslang produceert twintig tot dertig jongen en de Indische wrattenslang slechts vier tot acht.

## Beschermingsstatus
Door de internationale natuurbeschermingsorganisatie IUCN is aan alle soorten een beschermingsstatus toegewezen. De drie wrattenslangen worden beschouwd als 'veilig' (Least Concern of LC).
De slangen worden bejaagd om hun huid, hier wordt slangenleer van gemaakt voor bijvoorbeeld handtassen en schoenen.